# Castianeira gertschi
Castianeira gertschi là một loài nhện trong họ Corinnidae.
Loài này thuộc chi Castianeira. Castianeira gertschi được miêu tả năm 1945 bởi Kaston.